# ジュン・ヴー

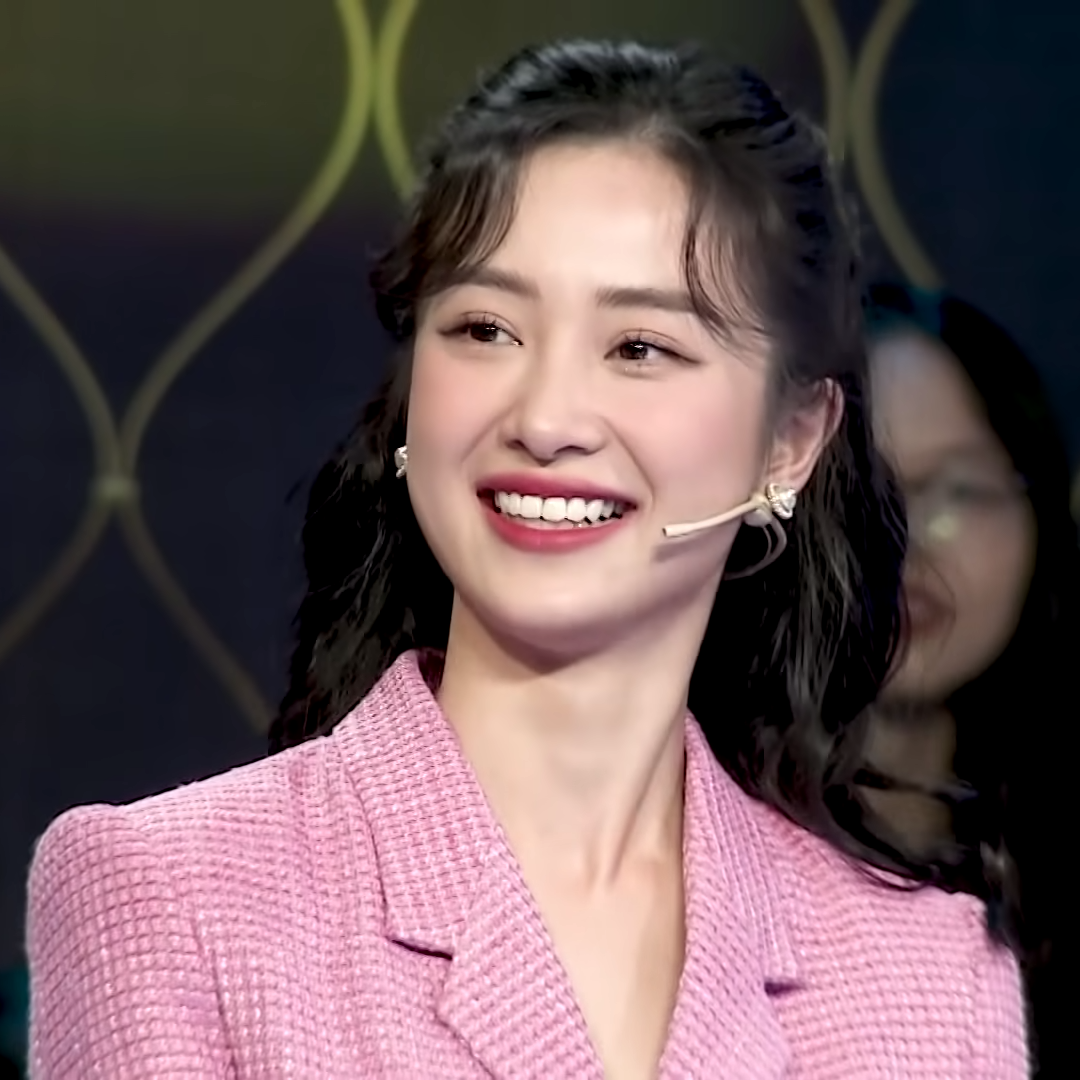
Jun Vũ

ジュン・ヴー（Jun Vu、本名：ヴー・フォン・アン（Vũ Phương Anh、武芳英）、1995年6月4日 - ）は、ベトナム・ハノイ出身の女優である。